# Diederik Simon
Diederik Rudolf Simon (født 10. april 1970 i Bloemendaal) er en hollandsk tidligere roer og olympisk guldvinder.
Deiderik Simon har deltaget i fem olympiske lege i løbet af sin karriere. 
Han var første gang med ved OL 1996 i Atlanta, hvor han som del af den hollandske otter, som efter sejr i det indledende heat gentog bedriften i finalen og dermed sikrede sig guldet i disciplinen. De øvrige roere i båden var Henk-Jan Zwolle, Michiel Bartman, Koos Maasdijk, Niels van der Zwan, Ronald Florijn, Nico Rienks, Niels van Steenis samt styrmand Jeroen Duyster.
Ved OL 2000 i Sydney stillede han op i dobbeltfirer. Med en andenplads i indledende heat gik hollænderne i semifinalen, hvor de med en ny andenplads kvalificerede sig til A-finalen. Her måtte de se sig besejret af den italienske båd, men med andenpladsen blev det til sølv for Simon og holdkammeraterne, Jochem Verberne, Dirk Lippits og Michiel Bartman.
Ved OL 2004 i Athen var Simon tilbage i otteren, der vandt sølv efter en finale, hvor USA vandt guld mens Australien tog bronzemedaljerne. Resten af den hollandske båd bestod af Matthijs Vellenga, Gijs Vermeulen, Jan-Willem Gabriëls, Daniël Mensch, Gerritjan Eggenkamp, Geert-Jan Derksen, Michiel Bartman og styrmand Chun Wei Cheung. Sølvmedaljerne kom i hus, efter at hollænderne var blevet nummer to i sit indledende heat og derpå vandt deres opsamlingsheat. I finalen kom hollænderne langsomt fra start og var blot nummer fem midtvejs, inden de i sidste halvdel af løbet var hurtigst og ved målstregen var lidt over et sekund efter de amerikanske vindere, men mere end halvandet sekund foran australierne på tredjepladsen.
Ved legene fire år senere i Beijing deltog Diederik Simon igen i otteren, der denne gang havde havde en helt ny besætning (bortset fra Simon). Efter en tredjeplads i indledende heat og igen i opsamlingsheatet var hollænderne klar til A-finalen, hvor de roede sig til en fjerdeplads.
Simon deltog ved sit sidste OL i 2012 i London, også denne gang i otteren. Den hollandske båd indledte med at blive nummer tre i første runde, hvorpå en tredjeplads i opsamlingsheatet var nok til at give adgang til A-finalen. Her udkæmpede de en hård kamp med tre andre både om bronzemedaljerne, men endte med at blive nummer fem cirka et halvt sekund efter briterne på tredjepladsen.
Diederik Simon har desuden vundet en guld, to sølv- og en bronzemedalje ved VM i dobbeltfirer og otter undervejs i sin karriere.

## OL-medaljer
- 1996:  Guld i otter
- 2000:  Sølv i dobbeltfirer
- 2004:  Sølv i otter